# Coeur tubulaire
Le cœur tubulaire ou le tube cardiaque primitif est la première étape du développement cardiaque.
De l'afflux à l'écoulement, il se compose du sinus veineux, de l'atrium primitif, du ventricule primitif, du bulbe cardiaque et du tronc artériel.
Il se forme principalement à partir du mésoderme splanchnique. Plus précisément, ils se forment à partir de tubes endocardiques, à partir du jour 21.